# 常本佳吾
常本 佳吾（つねもと けいご、1998年10月21日 - ）は、神奈川県相模原市出身のプロサッカー選手。スイス・スーパーリーグ・FCバーゼル所属。ポジションはディフェンダー（DF）(右サイドバック)。
WEリーグ・ノジマステラ神奈川相模原に所属している菅能夏海は従姉。

## 来歴
横浜FMのアカデミー出身。2015年、U-17日本代表に選出され、ベラルーシ遠征に参加した。高校3年次の2016年には横浜FMユースでキャプテンを務め、トップチームに2種登録された。しかし怪我の影響もあって高校卒業後のトップ昇格は叶わず、明治大学へ進学した。
2020年6月、2021年からの鹿島アントラーズへ加入が内定し、同年9月に特別指定選手に承認された。同年11月3日、J1第31節の横浜F・マリノス戦で途中出場し、Jリーグデビューした。
2021年6月27日、第20節の北海道コンサドーレ札幌戦でプロ入り初ゴールを決めた。
2023年7月13日、前鹿島アントラーズ監督のレネ・ヴァイラーからのオファーを受け、スイスリーグのセルヴェットFCに完全移籍で加入した。
セルヴェットFCでは1年目からレギュラーの座をつかみリーグ30試合に出場し3アシストを記録しスイス1部リーグベストイレブンに選出されま。
リーグ戦の他ではUEFAヨーロッパリーグに4試合、UEFAチャンピオンズリーグに1試合出場した。
６月２日行われたスイスカップ決勝ではフル出場し無失点に貢献。試合は延長戦の末PK戦まで行き自身はPKを外したもののPK9-8で勝利し優勝、移籍1年目からタイトルを獲得した。

## 所属クラブ
- 町田小川FC
- 横浜F・マリノスプライマリー（相模原市立若松小学校[4]）
- 2011年 - 2013年 横浜F・マリノスジュニアユース（相模原市立大野南中学校[4]）
- 2014年 - 2016年 横浜F・マリノスユース（神奈川県立上鶴間高等学校[4]）
  - 2016年  横浜F・マリノス（2種登録選手）
- 2017年 - 2020年 明治大学
  - 2020年9月 - 同年12月  鹿島アントラーズ（特別指定選手）
- 2021年 - 2023年7月  鹿島アントラーズ
- 2023年7月 - 2025年7月  セルヴェットFC
- 2025年7月 -   FCバーゼル

## 個人成績
| 国内大会個人成績 | 国内大会個人成績 | 国内大会個人成績 | 国内大会個人成績 | 国内大会個人成績 | 国内大会個人成績 | 国内大会個人成績 | 国内大会個人成績 | 国内大会個人成績 | 国内大会個人成績 | 国内大会個人成績 | 国内大会個人成績 |
| 年度             | クラブ           | 背番号           | リーグ           | リーグ戦         | リーグ戦         | リーグ杯         | リーグ杯         | オープン杯       | オープン杯       | 期間通算         | 期間通算         |
| 年度             | クラブ           | 背番号           | リーグ           | 出場             | 得点             | 出場             | 得点             | 出場             | 得点             | 出場             | 得点             |
| 日本             | 日本             | 日本             | 日本             | リーグ戦         | リーグ戦         | リーグ杯         | リーグ杯         | 天皇杯           | 天皇杯           | 期間通算         | 期間通算         |
| ---------------- | ---------------- | ---------------- | ---------------- | ---------------- | ---------------- | ---------------- | ---------------- | ---------------- | ---------------- | ---------------- | ---------------- |
| 2019             | 明大             | 12               | -                | -                | -                | -                | -                | 2                | 0                | 2                | 0                |
| 2020             | 鹿島             | 42               | J1               | 1                | 0                | -                | -                | -                | -                | 1                | 0                |
| 2021             | 鹿島             | 32               | J1               | 26               | 2                | 7                | 0                | 4                | 0                | 37               | 2                |
| 2022             | 鹿島             | 32               | J1               | 28               | 0                | 6                | 0                | 1                | 0                | 35               | 0                |
| 2023             | 鹿島             | 32               | J1               | 16               | 0                | 3                | 0                | 1                | 0                | 20               | 0                |
| スイス           | スイス           | スイス           | スイス           | リーグ戦         | リーグ戦         | スイス杯         | スイス杯         | オープン杯       | オープン杯       | 期間通算         | 期間通算         |
| 2023-24          | セルヴェット     | 3                | スーパーリーグ   | 30               | 0                | 3                | 0                | -                | -                | 33               | 0                |
| 2024-25          | セルヴェット     | 3                | スーパーリーグ   | 36               | 1                | 0                | 0                | -                | -                | 36               | 1                |
| 2025-26          | バーゼル         | 6                | スーパーリーグ   | -                | -                | -                | -                | -                | -                | -                | -                |
| 通算             | 日本             | 日本             | J1               | 71               | 2                | 16               | 0                | 6                | 0                | 93               | 2                |
| 通算             | スイス           | スイス           | スーパーリーグ   | 66               | 1                | 3                | 0                | -                | -                | 69               | 1                |
| 通算             | 日本             | 日本             | 他               | -                | -                | -                | -                | 2                | 0                | 2                | 0                |
| 総通算           | 総通算           | 総通算           | 総通算           | 137              | 3                | 19               | 0                | 8                | 0                | 164              | 3                |

- 2016年は2種登録選手。2020年は特別指定選手。

| 国際大会個人成績 | 国際大会個人成績 | 国際大会個人成績 | 国際大会個人成績 | 国際大会個人成績 |
| 年度             | クラブ           | 背番号           | 出場             | 得点             |
| UEFA EL          | UEFA EL          | UEFA EL          | UEFA EL          | UEFA EL          |
| ---------------- | ---------------- | ---------------- | ---------------- | ---------------- |
| 2023-24          | セルヴェット     | 3                | 3                | 0                |
| 通算             | UEFA             | UEFA             | 3                | 0                |

その他の国際公式戦
- 2023年
  - CLプレーオフ 1試合0得点
- 2023-24年
  - UEFAヨーロッパカンファレンスリーグ 4試合0得点
- 2024年
  - ELプレーオフ 2試合0得点
  - ECLプレーオフ 2試合0得点

出場歴
- Jリーグ初出場 - 2020年11月3日 J1第31節 vs横浜F・マリノス（日産スタジアム）

## タイトル

### クラブ
明治大学
- 関東大学サッカーリーグ戦（2020年）

セルヴェットFC
- スイス・カップ（2023-24年）

### 個人
- 関東大学サッカーリーグ戦・ベストイレブン（2020年）
- スイスリーグ・ベストイレブン（2023-2024）

## 代表歴・選抜歴
- 2015年 U-17日本代表
- 全日本大学選抜
  - デンソーカップ（2020年）